# Come September
Come September is een Amerikaanse filmkomedie uit 1961 onder regie van Robert Mulligan.

## Verhaal
De welvarende zakenman Robert L. Talbot is de eigenaar van een villa in Ligurië waar hij elke september doorbrengt met zijn Italiaanse minnares Lisa Fellini. Dit jaar besluit hij de villa in juli te bezoeken. Lisa gelast daarom haar bruiloft af met de Brit Spence. Als hij arriveert, komt hij tot de ontdekking dat zijn huisknecht Maurice Clavell gedurende zijn afwezigheid de villa tot hotel heeft opgebouwd. Op dit moment is Maurice de gastheer van een groep tienermeisjes onder leiding van Margaret Allison. Het gezelschap besluit de villa te verlaten, maar hun vertrek wordt vertraagd wanneer Margaret uitglijdt over een flesopener en een dag in het ziekenhuis moet doorbrengen. Vier tienerjongens aan wie Robert zich tijdens de rit naar de villa stoorden nestelen zich vlak bij de villa om de tienermeisjes kunnen te verleiden. 
Zodra hij de situatie heeft geaccepteerd, besluit Robert de tienermeisjes wat cultuur bij te brengen via een rondleiding, gevolgd door een besloten feest waarbij de kuisheid van de meiden flink op de proef wordt gesteld. De jongens zijn hierbij ook aanwezig en proberen Robert dronken te voeren zodat ze vrij spel hebben bij de dames. Het plan werkt averechts. Tony, een van de jongens, raakt zelfs buiten bewustzijn en wordt verzorgd door Sandy, een van de dames. Zij slaat hem echter wanneer hij haar probeert te zoenen; ook Lisa is het niet eens met zijn gedrag. De volgende morgen besluit Lisa om de villa te verlaten en terug te keren naar Spence.
Met behulp van Maurice volgt Robert zijn minnares, maar zij weigert terug te keren. Maurice hoopt hen samen te brengen door de politie te vertellen dat Robert en Lisa twee gezochte criminelen uit Rome zijn. Het plan slaagt niet. Na de vrijlating keert Lisa naar haar appartement, waar ze Sandy aantreft. Een monoloog over de liefde inspireert Lisa om terug te keren naar Robert; gelijktijdig worden Sandy en Tony herenigd. Robert en Lisa keren als getrouwd stel terug naar de villa, die Maurice inmiddels weer heeft omgetoverd tot hotel.

## Rolverdeling
| Acteur            | Personage           |
| ----------------- | ------------------- |
| Rock Hudson       | Robert L. Talbot    |
| Gina Lollobrigida | Lisa Helena Fellini |
| Sandra Dee        | Sandy Stevens       |
| Bobby Darin       | Tony                |
| Walter Slezak     | Maurice Clavell     |
| Brenda de Banzie  | Margaret Allison    |
| Rossana Rory      | Anna                |
| Ronald Howard     | Spencer             |
| Joel Grey         | Beagle              |
| Ronnie Haran      | Sparrow             |
| Chris Seitz       | Larry               |
| Cindy Conroy      | Julia               |
| Joan Freeman      | Linda               |
| Nancy Anderson    | Patricia            |
| Michael Eden      | Ron                 |
| Claudia Brack     | Carol               |

## Achtergrond
De scenaristen Stanley Shapiro en Maurice Richin begonnen in 1959 aan het draaiboek. In 1960 werd bevestigd dat Rock Hudson en Gina Lollobrigida de hoofdrollen zouden vertolken. Voordat Lollobrigida de rol van Lisa Fellini kreeg toegewezen, werd actrice Marilyn Monroe overwogen. Lollobrigida aarzelde aanvankelijk over de rol, omdat ze niet wilde terugkeren naar haar geboorteland Italië. Ze nam de rol uiteindelijk toch op zich, omdat ze graag wilde samenwerken met Rock Hudson. Omdat Hudson nog bezig was met de film The Last Sunset (1961), gingen de opnamen pas van start in september 1960. Door slechte weersomstandigheden namen de opnamen ook twaalf maanden in beslag.
De film was een schot in de roos en werd de grootste kaskraker uit de loopbaan van Lollobrigida. De meeste aandacht ging naar het tienerduo Sandra Dee en Bobby Darin, die verliefd werden tijdens de opnamen. De recensies waren bijzonder gunstig. The New York Times noemde Slezak "perfect" en Lollobrigda een "prachtige comédienne"; Variety schreef over Hudsons "beste acteerprestatie tot op het heden".
Come September is de eerste film die werd vertoond op een intercontinentale vlucht.